# It's Alive (Buckethead)
It's Alive è il trentesimo album in studio del chitarrista statunitense Buckethead, pubblicato il 14 maggio 2011 dalla Hatboxghost Music.

## Il disco
Primo disco appartenente alla serie "Buckethead Pikes", It's Alive è composto da otto tracce, due delle quali rese disponibili in precedenza per il download gratuito attraverso il sito ufficiale di Buckethead: Crack the Sky e Lebronton. Il primo brano, dedicato al cestista Blake Griffin, fu reso disponibile per il download il 17 febbraio 2011 mentre il secondo, dedicato a LeBron James (il quarto che Buckethead dedica al cestista), è stato possibile scaricarlo dal 10 marzo dello stesso anno.

## Tracce
Musiche di Buckethead e Dan Monti.
1. Lebronton – 6:22
2. Tonka – 3:16
3. Peeling Out – 0:15
4. Barnyard Banties – 2:27
5. Crack the Sky – 5:06
6. The Hatch – 3:59
7. Brooding Peeps – 4:52
8. Picking the Feathers – 4:40

## Formazione
Musicisti
- Buckethead – chitarra, basso
- Dan Monti – basso, programmazione

Produzione
- Dan Monti – produzione, missaggio[2]
- Albert – produzione
- Psticks – illustrazione